# ورزشگاه حله
ورزشگاه الحله (به عربی: ملعب الحلة) ورزشگاهی چندکاربردی در شهر حله عراق می‌باشد. امروزه از آن بیشتر برای برپایی مسابقه‌های فوتبال و به عنوان ورزشگاه خانگی باشگاه فوتبال بابل و باشگاه فوتبال الحله استفاده می‌شود. این ورزشگاه گنجایش ۱۰۰۰۰ نفر تماشاچی را دارد.